# Sincheon (Gyeonggi)
Sincheon, một nhánh của Samicheon, là một dòng suối ở Gyeonggi-do, Hàn Quốc. Samicheon đổ ra Sông Imjin.